# Vayssierea
Vayssierea es un género de moluscos nudibranquios de la familia Okadaiidae.

## Diversidad
El género Vayssierea incluye un total de 4 especies descritas:
- Vayssierea caledonica Risbec, 1928
- Vayssierea cinnabarea Ralph, 1944
- Vayssierea elegans  (Baba, 1930)
- Vayssierea felis (Collingwood, 1881)